# Lagochile trigona
Lagochile trigona är en skalbaggsart som beskrevs av Johann Friedrich Wilhelm Herbst 1790. 
Lagochile trigona ingår i släktet Lagochile och familjen Rutelidae. Inga underarter finns listade i Catalogue of Life.